# Fundación de Edificaciones y Dotaciones Educativas
La Fundación de Edificaciones y Dotaciones Educativas (FEDE), fue creada mediante decreto presidencial de fecha 11 de mayo de 1976 durante la presidencia de Carlos Andrés Pérez, con la misión de atender adecuadamente la planta física educativa en todo el país.
A partir de esta fecha, FEDE inicia el proceso de una etapa de investigación en la cual se desarrollaron los instrumentos de evaluación de la planta física escolar y las Normas y Especificaciones para Edificaciones y Dotaciones Educativas. Así mismo, se definieron los instrumentos de planificación, se establecieron los criterios de diseño para el edificio, el conjunto y el mobiliario escolar, y se tipificaron, los programas de área y gráficos de espacio.
Por otra parte, se construyeron prototipos de escuelas con sistemas prefabricados nacionales e internacionales existentes en el mercado, que dieron origen a los sistemas constructivos especiales para edificaciones educativas.
En el 2014 fue designado como presidente encargado de la Fundación de Edificaciones y Dotaciones Educativas el ingeniero Willian Gil, cargo que desempeñó hasta el año 2015, quien adicionalmente también era Viceministro de Instalaciones y Logística del Ministerio del Poder Popular para la Educación.